# Heliocopris hunteri
Heliocopris hunteri är en skalbaggsart som beskrevs av Waterhouse 1891. Heliocopris hunteri ingår i släktet Heliocopris och familjen bladhorningar. Inga underarter finns listade i Catalogue of Life.